# Superfunk
Superfunk est un groupe de disco house français, originaire de Marseille, dans les Bouches-du-Rhône. Il est formé en 1998 par Fafa Monteco, Stéphane B et Mike 303.
Dans la lignée de la French touch de l'époque, Superfunk fut à l'origine de plusieurs tubes comme Lucky Star interprété par Ron Carroll, The Young MC ou encore Come Back.

## Biographie
Formé en 1998, le trio formé de Fafa Monteco,,, Stéphane Bonan (Stéphane B) et Hassen Hamdi (Mike 303) fonde son propre label Fiat Lux. Le groupe se fait un nom petit à petit en remixant des artistes tels que Bob Sinclar, Felix da Housecat, GusGus ou encore Neneh Cherry. En 1999, le groupe sort le premier single Come Back, extrait de la compilation Fiat Lux Racing Team 99, qui devient son premier hit en clubs[réf. nécessaire].
Le 31 décembre 1999 sort le single Lucky Star, basé sur un sample de Josephine de Chris Rea et interprété par Ron Carroll, qui devient immédiatement un énorme tube dans le monde et qui se classe numéro 1 des ventes en Belgique et numéro 3 en France. Aujourd'hui encore, Lucky Star détient l'un des records de ventes de singles de musique électronique dans le monde, et a permis à Ron Carroll de donner un second souffle à sa carrière aux États-Unis. Le morceau est présent sur le premier album du groupe Hold Up, sorti le 26 février 2000. L'album contient aussi le premier single du groupe Come Back ainsi que les deux singles qui ont suivi l'album, The Young MC et Last Dance. Ces deux derniers titres, dont les clips ont été tournés à Monza (Italie), Chicago et Miami (États-Unis), ont été largement diffusés sur MTV, M6 et de nombreuses chaînes internationales. Superfunk a également participé à de nombreuses émissions de télévision dans le monde entier, dont la célèbre émission Top of the Pops en Angleterre[réf. nécessaire].
À Paris, ils ont eu l’occasion de ravir la clientèle du Queen, du Rex, du Gibus, des Bains Douches, et de mixer pour Armani, Anfer, la techno parade et autres manifestations.  Au niveau international, le groupe a mixé à Londres, Chicago, Tokyo, en Finlande, en Belgique, aux Pays-Bas, en Suisse, en Espagne, en Bulgarie, en Tchécoslovaquie, en Turquie, en Russie, au Portugal, en Allemagne…  Durant toutes ces années, Superfunk a collaboré avec des artistes de renommée mondiale tels que Bob Sinclar, Moby, Felix Da House Cat, Imagination, M one, CeCe Peniston et bien d’autres. Produits chez Virgin, Airplay, Sony ou encore Universal et Kontor (premier label d’Allemagne), ils côtoient des grands noms du milieu tels que Daft Punk, Roger Sanchez, Cassius, Dimitri from Paris.
En 2005, Fafa Monteco décide de quitter le groupe. Malgré ce départ, le groupe reste toujours actif. Il enchaîne par la suite des collaborations et remixes avec de nombreux producteurs comme D.O.N.S, Dim Chris, David Vendetta, Laidback Luke, ou encore Eric Morillo[réf. nécessaire].
En 2017, le groupe signe un EP, Bangalter, chez Computer Science, le label de Lifelike. En 2019, il retourne chez Black Jack Records, à la suite du retour en force du label mythique, et y signe un nouvel EP, New York City.

## Discographie

### Album studio
| Année | Album   | Meilleure position | Meilleure position |
| Année | Album   | France             | Suisse             |
| ----- | ------- | ------------------ | ------------------ |
| 2000  | Hold Up | 11                 | 67                 |

### Singles classés
| Année | Titre                                               | Meilleure position | Meilleure position | Meilleure position | Meilleure position  | Meilleure position | Meilleure position | Meilleure position | Meilleure position | Meilleure position | Album   |
| Année | Titre                                               | France             | Allemagne          | Belgique (Flandre) | Belgique (Wallonie) | Italie             | Pays-Bas           | Royaume-Uni        | Suède              | Suisse             | Album   |
| ----- | --------------------------------------------------- | ------------------ | ------------------ | ------------------ | ------------------- | ------------------ | ------------------ | ------------------ | ------------------ | ------------------ | ------- |
| 1999  | Come Back                                           | 73                 | —                  | —                  | —                   | —                  | —                  | —                  | —                  | —                  | Hold Up |
| 1999  | Lucky Star (feat. Ron Carroll)                      | 3                  | 69                 | 5                  | 1                   | 23                 | 24                 | 42                 | 34                 | 20                 | Hold Up |
| 2000  | The Young MC                                        | 23                 | —                  | 34                 | 35                  | 24                 | —                  | 62                 | —                  | 50                 | Hold Up |
| 2000  | Last Dance (And I Come Over) (feat. Everis Pellius) | 44                 | —                  | —                  | —                   | —                  | —                  | —                  | —                  | —                  |         |

### Tous les singles
- 1998 : New Jersey (sous Dealers De Funk)
- 1999 : Come Back
- 1999 : Lucky Star (feat. Ron Carroll)
- 2000 : The Young MC
- 2000 : Last Dance (And I Come Over) (feat. Everis Pellius)
- 2004 : Lover (sous Superfunk Inc. feat. Ron Carroll)
- 2004 : Promised Land (sous Superfunk Inc. feat. Ron Carroll)
- 2008 : Electric Dance
- 2008 : Parisienne (vs. Kitsch)
- 2009 : Lucky Star 2009 (avec Ron Carroll)
- 2010 : Come Back 2010
- 2010 : Get The Funk (avec Marc Fisher)
- 2012 : Ragga MC 2012
- 2014 : Shine
- 2014 : Body 2 Body (feat. Jameisha Trice)
- 2014 : Marry Me (avec Ron Carroll)
- 2015 : Girl It's True (avec Ron Carroll)
- 2017 : Dance With Me
- 2018 : Futurefunk (avec Stanny Abram)
- 2018 : Chinatown
- 2019 : Lucky Star (vs. Faul & Wad Ad feat. Ron Carroll)
- 2020 : Bass Funk (avec David Hopperman)
- 2020 : Fun & Sunshine (Fred Dekker feat. Superfunk)
- 2020 : Pong (Mr. Disto & Laurent Veix feat. Superfunk)
- 2020 : Take Me (vs. Richard Grey)
- 2021 : Stardisco
- 2021 : I Can Feel It
- 2021 : I Can Feel It (Toi & Moi) (feat. Guard)
- 2021 : Save The World (feat. Equateur)
- 2022 : Let's Funk Tonight
- 2023 : The Young MC (avec Sem Thomasson)

### Remixes
- 1998 : Bob Sinclar feat. Lee A. Genesis - My Only Love (Superfunk Remix)
- 1998 : Sexy Kool - Sea, Sex & Funk (Superfunk Remix)
- 1998 : Sexy Kool - Les Brigades du Tigre (Superfunk Remix)
- 1998 : Kardo - Oh You! (Inferno Remix by Superfunk)
- 1999 : Sexy Kool - Kool Vibrations (Superfunk Remix)
- 1999 : Dreem Teem vs. Neneh Cherry - Buddy X 99 (Superfunk Remix)
- 2000 : Sébastien Léger - Tonight (Superfunk Remix)
- 2000 : The Rhythm Junkeez - The Theme From Talamanca 2000 (Superfunk Remix)
- 2000 : Les Négresses vertes - Leila (Superfunk Remix)
- 2000 : Shirley Bassey - Moonraker (Superfunk Mix)
- 2000 : Beatbox - Show Me Love (Superfunk Remix)
- 2000 : Moby - Natural Blues (Superfunk Remix)
- 2000 : Trust & Fletch - Is It Really U? (Kluster & Superfunk Remix)
- 2001 : Omar - Something Real (Superfunk Remix)
- 2007 : Black Soul - Come On (Black Brothers) (Superfunk Remix)
- 2007 : Black Soul - Soul Disco Song (Disco Music) (Superfunk Remix)
- 2007 : Black Soul - Ahoe (Mangous Yé) (Superfunk Tribal Remix)
- 2007 : Sandra - In the Heat of the Night 2007 (Superfunk Remix)
- 2009 : BK Duke - Anyway (Superfunk Jupiter 8 Remix)
- 2010 : Freshlovers - So French Hymn (Superfunk Remix)
- 2011 : DJ Skip feat. Donnie Cash - Show Me U Love Me (Superfunk Remix)
- 2012 : Superfunk - Ragga MC 2012 (Superfunk Reboot Mix)
- 2012 : Marc Fisher - Flamingo Disco (Mike 303 Superfunk Remix)
- 2012 : Steed Watt feat. Matt Jamison - Favorite Deejay (Superfunk Classicfunk Remix)
- 2012 : DJ Skip feat. Shalamar - Don't Go (Superfunk Remix)
- 2012 : Vince M - Timeless (Superfunk Remix)
- 2012 : Steve "Silk" Hurley - Jack Your Body (Superfunk Remix)
- 2013 : Steve "Silk" Hurley feat. Sharon Pass - The World Is Love (Superfunk Remix)
- 2013 : Fast Eddie feat. CeCe Peniston - Get To Steppin' (Superfunk Remix)
- 2014 : Mico C - Follow Me (Superfunk Back to the 80s Remix)
- 2014 : Joe Smooth feat. Swaylo - Let The Music Play (Superfunk D Remix)
- 2015 : Joe Smooth feat. Paris Brightledge - We've Got To Love (Superfunk Minneapolis Mix)
- 2016 : Soul Machine vs. Atrey - Wonderkids (Superfunk Remix)
- 2017 : Olowex - Discode (Superfunk Remix)
- 2017 : Julien Scalzo feat. Paolo Mezzini - Remember 2017 (Superfunk Remix)
- 2017 : Mac Stanton feat. Scott AF - Dance with Me (Superfunk 80s Remix)
- 2017 : Superfunk - Discoball (Dealers De Funk Remix)
- 2019 : Dirty Vegas - Why Did You Do It (Superfunk & Anthony P Remix)
- 2019 : Chris Rubix - Secret Love (Superfunk 80s Remix)
- 2022 : Superfunk feat. Ron Carroll - Lucky Star (Dealers De Funk Remix)
- 2021 : Sleekwave - Orange Soda (Superfunk Remix)
- 2021 : Zaabriskie - Higher (Superfunk Remix)
- 2022 : Mac Stanton - Feel Da House (Superfunk Remix)
- 2022 : Mambo Stix & Yann Dulché - Chaque Jour (Superfunk Remix)
- 2022 : Rose Laurens - Africa (Superfunk Remix)